# Utzenaich
Utzenaich là một đô thị thuộc huyện Ried im Innkreis thuộc bang Oberösterreich, Áo. Đô thị Utzenaich có diện tích 20 km², dân số thời điểm năm 2006 là 1572 người.